# Summer Wars
Summer Wars (jap. サマーウォーズ Samā Wōzu) – animowany film przygodowy z elementami fantastyki naukowej i romansu, wyreżyserowany przez Mamoru Hosodę, a stworzony przez studio Madhouse. Światowa premiera filmu odbyła się 1 sierpnia 2009 roku. 4 kwietnia 2011 została wydana przez Vision polska wersja filmu.
Głównym bohaterem filmu jest Kenji Koiso, matematyczny geniusz, który wyjeżdża na kilka dni na wieś, do rodzinnej posiadłości swojej koleżanki Natsuki Shinohara, aby pomóc w przygotowaniach do 90. urodzin jej prababci. Jednakże, podczas pobytu w posiadłości, chłopak zostaje fałszywie oskarżony o przestępstwo i wciągnięty w aferę w wirtualnym świecie awatarów. Kenji musi naprawić działanie komputerowej rzeczywistości i tym samym uratować prawdziwy świat przed zagładą.
Summer Wars to pierwszy japoński animowany film, który został nominowany do Złotego Leoparda podczas Międzynarodowego Festiwalu Filmowego w Locarno w Szwajcarii. Oprócz tego zdobył tytuł animacji roku 2009 podczas Międzynarodowych Targów Anime w Tokio.

## Opis fabuły
Kenji Koiso, nieśmiały 17-letni chłopak, lecz ogromnie utalentowany matematycznie, zajmuje się moderacją wirtualnego świata o nazwie OZ wraz ze swoim przyjacielem Takashi Sakumą. Pewnego razu Natsuki Shinohara, najładniejsza dziewczyna w szkole Kenjiego, prosi go o pomoc w przygotowaniach do 90. urodzin jej prababci, Sakae Jinnouchi. Chłopak zgadza się i jedzie z Natsuki do jej rodzinnej posiadłości na wsi, gdzie dziewczyna przedstawia go prababci jako swojego chłopaka i jednocześnie narzeczonego. Podczas wizyty, Kenji poznaje całą rodzinę Natsuki i miło spędza czas podczas rodzinnych posiłków.
Pewnej nocy Kenji dostaje tajemniczego sms-a z długim ciągiem cyfr i rozpracowuje algorytm. Następnego dnia jego zdjęcie pojawia się w telewizji z oskarżeniem o przestępstwo. Okazuje się, że sztuczna inteligencja o nazwie Love Machine przejęła awatar Kenjiego w świecie OZ i podszywając się pod niego, niszczy wirtualną rzeczywistość, czego skutkiem są również zniszczenia i liczne komplikacje w rzeczywistym świecie. Chłopak z pomocą Natsuki i jej całej rodziny postanawia uratować świat przed jego zniszczeniem przez zaprogramowane przez Love Machine satelity zmierzające w kierunku reaktorów jądrowych na Ziemi.

## Bohaterowie
- Kenji Koiso (jap. 小磯 健二 Koiso Kenji) – 17-letni uczeń liceum, o ogromnych zdolnościach matematycznych oraz moderator wirtualnego świata o nazwie OZ (wraz ze swoim przyjacielem Takashi Sakumą). Jest bardzo nieśmiały. Zostaje zaproszony przez Natsuki Shinohara na 90. urodziny jej prababci, Sakae Jinnouchi. Po zhakowaniu zaszyfrowanego kodu, który dostał sms-em, staje się pierwszym podejrzanym.

Seiyū: Ryunosuke Kamiki 
- Natsuki Shinohara (jap. 篠原 夏希 Shinohara Natsuki) – 18-letnia uczennica liceum. Zaprasza swojego przyjaciela Kenjiego do jej rodzinnej posiadłości na wsi, na 90. urodziny jej prababci.

Seiyū: Nanami Sakuraba 
- Kazuma Ikezawa (jap. 池沢 佳主馬 Ikezawa Kazuma) – 13-letni chłopiec, kuzyn Natsuki Shinohary. Jego awatar w świecie OZ to King Kazma. Rzadko opuszcza swój pokój. Trenuje Shaolin Kung Fu ze swoim dziadkiem, Mansuke Jinnouchi.

Seiyū: Mitsuki Tanimura 
- Sakae Jinnouchi (jap. 陣内 栄 Jinnouchi Sakae) – 89-letnia prababcia Natsuki Shinohary, głowa rodziny Jinnouchi. Jest bardzo mądra i pomimo swojego wieku, potrafi trzymać w ryzach całą rodzinę. Ma kontakty z politycznymi kręgami wyższej rangi.

Seiyū: Sumiko Fuji 
- Wabisuke Jinnouchi (jap. 陣内 侘助 Jinnouchi Wabisuke) – 41-letni wujek Natsuki Shinohary, ekspert komputerowy, profesor jednego z uniwersytetów. Został adoptowany przez Sakae Jinnouchi.

Seiyū: Ayumu Saito 
- Takashi Sakuma (jap. 佐久間 敬 Sakuma Takashi) – 17-letni uczeń liceum, moderator wirtualnego świata OZ, przyjaciel Kenjiego.

Seiyū: Takahiro Yokokawa 
- Yukiko Shinohara (jap. 篠原 雪子 Shinohara Yukiko) – 47-letnia matka Natsuki Shinohary.

Seiyū: Kiyomi Tanigawa 
- Kazuo Shinohara (jap. 篠原 和雄 Shinohara Kazuo) – 55-letni ojciec Natsuki Shinohary.

Seiyū: Mutsumi Sasaki 
- Mariko Jinnouchi (jap. 陣内 万理子 Jinnouchi Mariko) – 71-letnia córka Sakae Jinnouchi.

Seiyū: Mieko Nobusawa 
- Riichi Jinnouchi (jap. 陣内 理一 Jinnouchi Riichi) – 41-letni syn Mariko Jinnouchi.

Seiyū: Takuya Kirimoto 
- Rika Jinnouchi (jap. 陣内 理香 Jinnouchi Rika) – 42-letnia córka Mariko Jinnouchi.

Seiyū: Sakiko Tamagawa 
- Mansuke Jinnouchi (jap. 陣内 万助 Jinnouchi Mansuke) – 70-letni syn Sakae Jinnouchi.

Seiyū: Ichirō Nagai 
- Tasuke Jinnouchi (jap. 陣内 太助 Jinnouchi Tasuke) – 45-letni syn Mansuke Jinnouchi.

Seiyū: Takashi Kobayashi 
- Shōta Jinnouchi (jap. 陣内 翔太 Jinnouchi Shōta) – 21-letni syn Tasuke Jinnouchi, policjant.

Seiyū: Yutaka Shimizu 
- Naomi Miwa (jap. 三輪 直美 Miwa Naomi) – 42-letnia córka Mansuke Jinnouchi.

Seiyū: Kaori Yamagata 
- Kiyomi Ikezawa (jap. 池沢 聖美 Ikezawa Kiyomi) – 39-letnia córka Mansuke Jinnouchi i matka Kazuma Ikezawy.

Seiyū: Tagame Tamura 
- Mansaku Jinnouchi (jap. 陣内 万作 Jinnouchi Mansaku) – 68-letni syn Sakae Jinnouchi.

Seiyū: Tadashi Nakamura 
- Yorihiko Jinnouchi (jap. 陣内 頼彦 Jinnouchi Yorihiko) – 45-letni syn Mansaku Jinnouchi.

Seiyū: Yoji Tanaka 
- Kunihiko Jinnouchi (jap. 陣内 邦彦 Jinnouchi Kunihiko) – 42-letni syn Mansaku Jinnouchi.

Seiyū: Hashiya Nakamura 
- Katsuhiko Jinnouchi (jap. 陣内 克彦 Jinnouchi Katsuhiko) – 40-letni syn Mansaku Jinnouchi.

Seiyū: Mitsutaka Itakura 
- Noriko Jinnouchi (jap. 陣内 典子 Jinnouchi Yoriko) – 37-letnia żona Yorihiko Jinnouchi.

Seiyū: Eiko Kanazawa 
- Nana Jinnouchi (jap. 陣内 奈々 Jinnouchi Nana) – 32-letnia żona Kunihiko Jinnouchi.

Seiyū: Chigusa Takaku 
- Yumi Jinnouchi (jap. 陣内 由美 Jinnouchi Yumi) – 38-letnia żona Katsuhiko Jinnouchi.

Seiyū: Riisa Naka 
- Ryōhei Jinnouchi (jap. 陣内 了平 Jinnouchi Ryōhei) – 17-letni syn Katsuhiko Jinnouchi.

Seiyū: Naoto Adachi 
- Yūhei Jinnouchi (jap. 陣内 祐平 Jinnouchi Yūhei) – 7-letni syn Katsuhiko Jinnouchi.

Seiyū: Rikito Ota 
- Shingo Jinnouchi (jap. 陣内 真悟 Jinnouchi Shingo) – 6-letni syn Yorihiko Jinnouchi.

Seiyū: Yuki Imai 
- Mao Jinnouchi (jap. 陣内 真緒 Jinnouchi Mao) – 4-letnia córka Yorihiko Jinnouchi.

Seiyū: Sumire Morohoshi 
- Kana Jinnouchi (jap. 陣内 加奈 Jinnouchi Kana) – 2-letnia córka Kunihiko Jinnouchi.

Seiyū: Hinano Minagawa 

## Manga
Na podstawie filmu powstała adaptacja w formie mangi, narysowana przez Iqurę Sugimoto. Adaptacja ta była wydawana w czasopiśmie Young Ace wydawnictwa Kadokawa Shoten od lipca 2009 roku. Całość składa się z trzech tomów. Dodatkowy rozdział mangi pojawił się w maju 2009 roku w lipcowym numerze czasopisma Comp Ace.
Pierwszy tomik został wydany 5 sierpnia 2009 roku i do 16 sierpnia 2009 roku został sprzedany w ponad 51 tysiącach kopii uplasowując się na 23. miejscu listy sprzedaży Oriconu. Drugi tomik od 2 do 7 lutego 2010 roku został sprzedany w ponad 53 tysiącach kopii. Trzeci tomik od 1 do 4 lipca 2010 roku został sprzedany w ponad 53 tysiącach kopii.
W Polsce manga została wydana w 2018 roku przez wydawnictwo Waneko.
| Nr | Język japoński  | Język japoński         | Język polski     | Język polski           |
| Nr | Data wydania    | ISBN                   | Data wydania     | ISBN                   |
| -- | --------------- | ---------------------- | ---------------- | ---------------------- |
| 1  | 5 sierpnia 2009 | ISBN 978-40-4715-296-0 | 21 lutego 2018   | ISBN 978-83-8096-339-9 |
| 2  | 2 lutego 2010   | ISBN 978-40-4715-377-6 | 20 kwietnia 2018 | ISBN 978-83-8096-340-5 |
| 3  | 1 lipca 2010    | ISBN 978-40-47154-74-2 | 21 czerwca 2018  | ISBN 978-83-8096-341-2 |